# Mitre 10 Cup 2018
Mitre 10 Cup 2018 – trzynasta edycja zreformowanych rozgrywek National Provincial Championship, mistrzostw nowozelandzkich prowincji w rugby union, a czterdziesta trzecia ogółem. Zawody odbyły się w dniach 16 sierpnia – 27 października 2018 roku.
Czternaście uczestniczących zespołów rywalizowało systemem kołowym w ramach dwóch hierarchicznie ułożonych siedmiozespołowych dywizji, dodatkowo każda drużyna rozgrywała cztery spotkania z zespołami z innej dywizji. Najlepsze cztery drużyny z każdej grupy rywalizowały następnie w fazie pucharowej – zwycięzca Premiership triumfował w całych zawodach, zaś zwycięstwo w Championship było premiowane awansem do najwyższej klasy rozgrywkowej kosztem jej najsłabszej drużyny. Zwycięzca meczu zyskiwał cztery punkty, za remis przysługiwały dwa punkty, porażka nie była punktowana, a zdobycie przynajmniej czterech przyłożeń lub przegrana nie więcej niż siedmioma punktami premiowana była natomiast punktem bonusowym. W przypadku tej samej liczby punktów przy ustalaniu pozycji w grupie brane były pod uwagę kolejno następujące kryteria: wynik bezpośredniego meczu między zainteresowanymi drużynami, lepsza różnica punktów zdobytych i straconych we wszystkich meczach grupowych, wyższa liczba zdobytych przyłożeń, wyższa liczba zdobytych punktów, ostatecznie zaś rzut monetą. Pary spotkań międzydywizyjnych ustalono na początku listopada 2017 roku, cały terminarz został zaś ogłoszony w połowie marca 2018 roku. Składy zespołów i sędziowie zawodów.
Do finału Premiership awansowały zespoły Canterbury i Auckland, a w obecności ponad 20 tysięcy kibiców zebranych na Eden Park (wstęp na stadion był bezpłatny) lepsi po dogrywce okazali się gospodarze, dla których był to pierwszy tytuł od jedenastu lat.
Z kolei w finale Championship zmierzyły się Waikato i Otago, a powrót do elity zapewnił sobie łatwym zwycięstwem zespół Waikato. Najwięcej punktów (130) w sezonie zdobył Fletcher Smith, w klasyfikacji przyłożeń z czternastoma zwyciężył zaś Sevu Reece. Najlepszym zawodnikiem tej edycji został uznany Luke Romano.

## Faza grupowa

### Mecze
| 16 sierpnia 201819:35 | North Harbour | 21:20 | Northland | QBE Stadium, Auckland Sędzia: Nick Briant |
| 16 sierpnia 201819:35 |               | 21:20 |           | QBE Stadium, Auckland Sędzia: Nick Briant |

| 17 sierpnia 201819:35 | Tasman | 25:17 | Canterbury | Lansdowne Park, Blenheim Sędzia: Richard Kelly |
| 17 sierpnia 201819:35 |        | 25:17 |            | Lansdowne Park, Blenheim Sędzia: Richard Kelly |

| 18 sierpnia 201814:35 | Manawatu | 24:19 | Waikato | Central Energy Trust Arena, Palmerston North Sędzia: Mike Fraser |
| 18 sierpnia 201814:35 |          | 24:19 |         | Central Energy Trust Arena, Palmerston North Sędzia: Mike Fraser |

| 18 sierpnia 201817:05 | Auckland | 23:19 | Counties Manukau | Eden Park, Auckland Sędzia: Glen Jackson |
| 18 sierpnia 201817:05 |          | 23:19 |                  | Eden Park, Auckland Sędzia: Glen Jackson |

| 18 sierpnia 201819:35 | Bay of Plenty | 30:10 | Taranaki | Rotorua International Stadium, Rotorua Sędzia: Brendon Pickerill |
| 18 sierpnia 201819:35 |               | 30:10 |          | Rotorua International Stadium, Rotorua Sędzia: Brendon Pickerill |

| 19 sierpnia 201814:05 | Wellington | 34:16 | Otago | Westpac Stadium, Wellington Sędzia: Paul Williams |
| 19 sierpnia 201814:05 |            | 34:16 |       | Westpac Stadium, Wellington Sędzia: Paul Williams |

| 19 sierpnia 201816:35 | Southland | 10:31 | Hawke’s Bay | Rugby Park Stadium, Invercargill Sędzia: Jamie Nutbrown |
| 19 sierpnia 201816:35 |           | 10:31 |             | Rugby Park Stadium, Invercargill Sędzia: Jamie Nutbrown |

| 23 sierpnia 201819:35 | Counties Manukau | 17:22 | Bay of Plenty | Navigation Homes Stadium, Pukekohe Sędzia: Angus Mabey |
| 23 sierpnia 201819:35 |                  | 17:22 |               | Navigation Homes Stadium, Pukekohe Sędzia: Angus Mabey |

| 24 sierpnia 201817:45 | Otago | 25:31 | Hawke’s Bay | Forsyth Barr Stadium, Dunedin Sędzia: Shuhei Kubo |
| 24 sierpnia 201817:45 |       | 25:31 |             | Forsyth Barr Stadium, Dunedin Sędzia: Shuhei Kubo |

| 24 sierpnia 201819:45 | Taranaki | 41:21 | Manawatu | Yarrow Stadium, New Plymouth Sędzia: Mike Fraser |
| 24 sierpnia 201819:45 |          | 41:21 |          | Yarrow Stadium, New Plymouth Sędzia: Mike Fraser |

| 25 sierpnia 201814:05 | Canterbury | 27:20 | Wellington | Christchurch Stadium, Christchurch Sędzia: James Doleman |
| 25 sierpnia 201814:05 |            | 27:20 |            | Christchurch Stadium, Christchurch Sędzia: James Doleman |

| 25 sierpnia 201816:35 | Waikato | 28:29 | North Harbour | FMG Stadium Waikato, Hamilton Sędzia: Cam Stone |
| 25 sierpnia 201816:35 |         | 28:29 |               | FMG Stadium Waikato, Hamilton Sędzia: Cam Stone |

| 26 sierpnia 201814:05 | Tasman | 45:24 | Southland | Lansdowne Park, Blenheim Sędzia: Jamie Nutbrown |
| 26 sierpnia 201814:05 |        | 45:24 |           | Lansdowne Park, Blenheim Sędzia: Jamie Nutbrown |

| 26 sierpnia 201816:35 | Northland | 12:28 | Auckland | Toll Stadium, Whangarei Sędzia: Richard Kelly |
| 26 sierpnia 201816:35 |           | 12:28 |          | Toll Stadium, Whangarei Sędzia: Richard Kelly |

| 29 sierpnia 201819:35 | Counties Manukau | 19:26 | Taranaki | Navigation Homes Stadium, Pukekohe Sędzia: Nick Briant |
| 29 sierpnia 201819:35 |                  | 19:26 |          | Navigation Homes Stadium, Pukekohe Sędzia: Nick Briant |

| 30 sierpnia 201819:35 | Auckland | 35:17 | Waikato | Eden Park, Auckland Sędzia: James Munro |
| 30 sierpnia 201819:35 |          | 35:17 |         | Eden Park, Auckland Sędzia: James Munro |

| 31 sierpnia 201819:35 | Wellington | 52:7 | Southland | Westpac Stadium, Wellington Sędzia: Shuhei Kubo |
| 31 sierpnia 201819:35 |            | 52:7 |           | Westpac Stadium, Wellington Sędzia: Shuhei Kubo |

| 1 września 201814:35 | Bay of Plenty | 19:31 | Canterbury | Tauranga Domain, Tauranga Sędzia: Michael Winter |
| 1 września 201814:35 |               | 19:31 |            | Tauranga Domain, Tauranga Sędzia: Michael Winter |

| 1 września 201817:05 | Manawatu | 17:50 | Otago | Central Energy Trust Arena, Palmerston North Sędzia: Paul Williams |
| 1 września 201817:05 |          | 17:50 |       | Central Energy Trust Arena, Palmerston North Sędzia: Paul Williams |

| 1 września 201819:35 | North Harbour | 20:32 | Tasman | QBE Stadium, Auckland Sędzia: Glen Jackson |
| 1 września 201819:35 |               | 20:32 |        | QBE Stadium, Auckland Sędzia: Glen Jackson |

| 2 września 201814:05 | Hawke’s Bay | 25:29 | Counties Manukau | McLean Park, Napier Sędzia: Mike Fraser |
| 2 września 201814:05 |             | 25:29 |                  | McLean Park, Napier Sędzia: Mike Fraser |

| 2 września 201816:35 | Northland | 18:17 | Taranaki | Toll Stadium, Whangarei Sędzia: Michael Lash |
| 2 września 201816:35 |           | 18:17 |          | Toll Stadium, Whangarei Sędzia: Michael Lash |

| 5 września 201819:35 | Waikato | 43:31 | Wellington | FMG Stadium Waikato, Hamilton Sędzia: Brendon Pickerill |
| 5 września 201819:35 |         | 43:31 |            | FMG Stadium Waikato, Hamilton Sędzia: Brendon Pickerill |

| 6 września 201819:35 | Canterbury | 34:23 | Manawatu | Christchurch Stadium, Christchurch Sędzia: Cam Stone |
| 6 września 201819:35 |            | 34:23 |          | Christchurch Stadium, Christchurch Sędzia: Cam Stone |

| 7 września 201817:45 | Otago | 27:23 | Northland | Forsyth Barr Stadium, Dunedin Sędzia: Nick Webster |
| 7 września 201817:45 |       | 27:23 |           | Forsyth Barr Stadium, Dunedin Sędzia: Nick Webster |

| 7 września 201819:45 | Auckland | 36:10 | Tasman | Eden Park, Auckland Sędzia: Nick Hogan |
| 7 września 201819:45 |          | 36:10 |        | Eden Park, Auckland Sędzia: Nick Hogan |

| 8 września 201814:05 | Southland | 26:43 | Counties Manukau | Rugby Park Stadium, Invercargill Sędzia: James Doleman |
| 8 września 201814:05 |           | 26:43 |                  | Rugby Park Stadium, Invercargill Sędzia: James Doleman |

| 8 września 201816:35 | Hawke’s Bay | 29:28 | Bay of Plenty | McLean Park, Napier Sędzia: Richard Kelly |
| 8 września 201816:35 |             | 29:28 |               | McLean Park, Napier Sędzia: Richard Kelly |

| 9 września 201814:05 | Wellington | 35:23 | North Harbour | Westpac Stadium, Wellington Sędzia: Michael Lash |
| 9 września 201814:05 |            | 35:23 |               | Westpac Stadium, Wellington Sędzia: Michael Lash |

| 9 września 201816:35 | Taranaki | 19:33 | Waikato | Yarrow Stadium, New Plymouth Sędzia: Ben O’Keeffe |
| 9 września 201816:35 |          | 19:33 |         | Yarrow Stadium, New Plymouth Sędzia: Ben O’Keeffe |

| 12 września 201819:35 | North Harbour | 21:31 | Canterbury | QBE Stadium, Auckland Sędzia: Angus Mabey |
| 12 września 201819:35 |               | 21:31 |            | QBE Stadium, Auckland Sędzia: Angus Mabey |

| 13 września 201819:35 | Waikato | 42:22 | Hawke’s Bay | FMG Stadium Waikato, Hamilton Sędzia: Nick Briant |
| 13 września 201819:35 |         | 42:22 |             | FMG Stadium Waikato, Hamilton Sędzia: Nick Briant |

| 14 września 201817:45 | Northland | 49:19 | Manawatu | Toll Stadium, Whangarei Sędzia: Michael Winter |
| 14 września 201817:45 |           | 49:19 |          | Toll Stadium, Whangarei Sędzia: Michael Winter |

| 14 września 201819:45 | Tasman | 53:17 | Taranaki | Trafalgar Park, Nelson Sędzia: Jamie Nutbrown |
| 14 września 201819:45 |        | 53:17 |          | Trafalgar Park, Nelson Sędzia: Jamie Nutbrown |

| 15 września 201814:05 | Counties Manukau | 12:53 | Wellington | Navigation Homes Stadium, Pukekohe Sędzia: Richard Kelly |
| 15 września 201814:05 |                  | 12:53 |            | Navigation Homes Stadium, Pukekohe Sędzia: Richard Kelly |

| 15 września 201816:35 | Southland | 24:43 | Otago | Rugby Park Stadium, Invercargill Sędzia: James Munro |
| 15 września 201816:35 |           | 24:43 |       | Rugby Park Stadium, Invercargill Sędzia: James Munro |

| 16 września 201814:05 | North Harbour | 32:20 | Bay of Plenty | QBE Stadium, Auckland Sędzia: Nick Webster |
| 16 września 201814:05 |               | 32:20 |               | QBE Stadium, Auckland Sędzia: Nick Webster |

| 16 września 201816:35 | Canterbury | 29:34 | Auckland | Christchurch Stadium, Christchurch Sędzia: Ben O’Keeffe |
| 16 września 201816:35 |            | 29:34 |          | Christchurch Stadium, Christchurch Sędzia: Ben O’Keeffe |

| 19 września 201819:35 | Manawatu | 19:29 | Tasman | Central Energy Trust Arena, Palmerston North Sędzia: Ben O’Keeffe |
| 19 września 201819:35 |          | 19:29 |        | Central Energy Trust Arena, Palmerston North Sędzia: Ben O’Keeffe |

| 20 września 201819:35 | Northland | 26:10 | Southland | Toll Stadium, Whangarei Sędzia: Brendon Pickerill |
| 20 września 201819:35 |           | 26:10 |           | Toll Stadium, Whangarei Sędzia: Brendon Pickerill |

| 21 września 201819:35 | Bay of Plenty | 21:54 | Waikato | Rotorua International Stadium, Rotorua Sędzia: Angus Mabey |
| 21 września 201819:35 |               | 21:54 |         | Rotorua International Stadium, Rotorua Sędzia: Angus Mabey |

| 22 września 201814:35 | Hawke’s Bay | 34:51 | North Harbour | McLean Park, Napier Sędzia: Michael Winter |
| 22 września 201814:35 |             | 34:51 |               | McLean Park, Napier Sędzia: Michael Winter |

| 22 września 201817:05 | Otago | 25:47 | Canterbury | Forsyth Barr Stadium, Dunedin Sędzia: Nick Briant |
| 22 września 201817:05 |       | 25:47 |            | Forsyth Barr Stadium, Dunedin Sędzia: Nick Briant |

| 22 września 201819:35 | Taranaki | 30:31 | Auckland | Yarrow Stadium, New Plymouth Sędzia: Glen Jackson |
| 22 września 201819:35 |          | 30:31 |          | Yarrow Stadium, New Plymouth Sędzia: Glen Jackson |

| 23 września 201814:05 | Tasman | 21:19 | Counties Manukau | Trafalgar Park, Nelson Sędzia: Tim Griffiths |
| 23 września 201814:05 |        | 21:19 |                  | Trafalgar Park, Nelson Sędzia: Tim Griffiths |

| 23 września 201816:35 | Manawatu | 7:49 | Wellington | Central Energy Trust Arena, Palmerston North Sędzia: Cam Stone |
| 23 września 201816:35 |          | 7:49 |            | Central Energy Trust Arena, Palmerston North Sędzia: Cam Stone |

| 26 września 201819:35 | Hawke’s Bay | 55:41 | Northland | McLean Park, Napier Sędzia: Nick Hogan |
| 26 września 201819:35 |             | 55:41 |           | McLean Park, Napier Sędzia: Nick Hogan |

| 27 września 201819:35 | Bay of Plenty | 15:17 | Manawatu | Rotorua International Stadium, Rotorua Sędzia: Michael Lash |
| 27 września 201819:35 |               | 15:17 |          | Rotorua International Stadium, Rotorua Sędzia: Michael Lash |

| 28 września 201819:35 | Auckland | 26:31 | Otago | Eden Park, Auckland Sędzia: Mike Fraser |
| 28 września 201819:35 |          | 26:31 |       | Eden Park, Auckland Sędzia: Mike Fraser |

| 29 września 201814:35 | Waikato | 42:11 | Southland | FMG Stadium Waikato, Hamilton Sędzia: Jamie Nutbrown |
| 29 września 201814:35 |         | 42:11 |           | FMG Stadium Waikato, Hamilton Sędzia: Jamie Nutbrown |

| 29 września 201817:05 | Taranaki | 26:55 | North Harbour | Yarrow Stadium, New Plymouth Sędzia: Nick Briant |
| 29 września 201817:05 |          | 26:55 |               | Yarrow Stadium, New Plymouth Sędzia: Nick Briant |

| 29 września 201819:35 | Wellington | 22:28 | Tasman | Westpac Stadium, Wellington Sędzia: Tim Griffiths |
| 29 września 201819:35 |            | 22:28 |        | Westpac Stadium, Wellington Sędzia: Tim Griffiths |

| 30 września 201814:05 | Canterbury | 49:24 | Hawke’s Bay | Christchurch Stadium, Christchurch Sędzia: James Doleman |
| 30 września 201814:05 |            | 49:24 |             | Christchurch Stadium, Christchurch Sędzia: James Doleman |

| 30 września 201816:35 | Counties Manukau | 20:24 | Northland | Navigation Homes Stadium, Pukekohe Sędzia: Ben O’Keeffe |
| 30 września 201816:35 |                  | 20:24 |           | Navigation Homes Stadium, Pukekohe Sędzia: Ben O’Keeffe |

| 3 października 201819:35 | Otago | 45:34 | Bay of Plenty | Forsyth Barr Stadium, Dunedin Sędzia: Paul Williams |
| 3 października 201819:35 |       | 45:34 |               | Forsyth Barr Stadium, Dunedin Sędzia: Paul Williams |

| 4 października 201819:35 | Wellington | 24:29 | Auckland | Westpac Stadium, Wellington Sędzia: Nick Briant |
| 4 października 201819:35 |            | 24:29 |          | Westpac Stadium, Wellington Sędzia: Nick Briant |

| 5 października 201819:35 | Hawke’s Bay | 45:17 | Manawatu | McLean Park, Napier Sędzia: Ben O’Keeffe |
| 5 października 201819:35 |             | 45:17 |          | McLean Park, Napier Sędzia: Ben O’Keeffe |

| 6 października 201814:35 | Northland | 28:71 | Waikato | Toll Stadium, Whangarei Sędzia: Brendon Pickerill |
| 6 października 201814:35 |           | 28:71 |         | Toll Stadium, Whangarei Sędzia: Brendon Pickerill |

| 6 października 201817:05 | North Harbour | 36:26 | Counties Manukau | QBE Stadium, Auckland Sędzia: James Munro |
| 6 października 201817:05 |               | 36:26 |                  | QBE Stadium, Auckland Sędzia: James Munro |

| 6 października 201819:35 | Canterbury | 41:7 | Taranaki | Christchurch Stadium, Christchurch Sędzia: James Doleman |
| 6 października 201819:35 |            | 41:7 |          | Christchurch Stadium, Christchurch Sędzia: James Doleman |

| 7 października 201814:05 | Southland | 22:26 | Bay of Plenty | Rugby Park Stadium, Invercargill Sędzia: Tipene Cottrell |
| 7 października 201814:05 |           | 22:26 |               | Rugby Park Stadium, Invercargill Sędzia: Tipene Cottrell |

| 7 października 201816:35 | Otago | 21:47 | Tasman | Forsyth Barr Stadium, Dunedin Sędzia: Paul Williams |
| 7 października 201816:35 |       | 21:47 |        | Forsyth Barr Stadium, Dunedin Sędzia: Paul Williams |

| 10 października 201819:35 | Southland | 8:56 | Auckland | Rugby Park Stadium, Invercargill Sędzia: James Doleman |
| 10 października 201819:35 |           | 8:56 |          | Rugby Park Stadium, Invercargill Sędzia: James Doleman |

| 11 października 201819:35 | Tasman | 29:0 | Hawke’s Bay | Trafalgar Park, Nelson Sędzia: Mike Fraser |
| 11 października 201819:35 |        | 29:0 |             | Trafalgar Park, Nelson Sędzia: Mike Fraser |

| 12 października 201819:35 | Taranaki | 10:34 | Wellington | Yarrow Stadium, New Plymouth Sędzia: Ben O’Keeffe |
| 12 października 201819:35 |          | 10:34 |            | Yarrow Stadium, New Plymouth Sędzia: Ben O’Keeffe |

| 13 października 201814:35 | Bay of Plenty | 38:35 | Northland | Tauranga Domain, Tauranga Sędzia: Tipene Cottrell |
| 13 października 201814:35 |               | 38:35 |           | Tauranga Domain, Tauranga Sędzia: Tipene Cottrell |

| 13 października 201817:05 | Waikato | 19:23 | Otago | FMG Stadium Waikato, Hamilton Sędzia: Brendon Pickerill |
| 13 października 201817:05 |         | 19:23 |       | FMG Stadium Waikato, Hamilton Sędzia: Brendon Pickerill |

| 13 października 201819:35 | Counties Manukau | 14:19 | Canterbury | Navigation Homes Stadium, Pukekohe Sędzia: Angus Mabey |
| 13 października 201819:35 |                  | 14:19 |            | Navigation Homes Stadium, Pukekohe Sędzia: Angus Mabey |

| 14 października 201814:05 | Auckland | 45:29 | North Harbour | Eden Park, Auckland Sędzia: Cam Stone |
| 14 października 201814:05 |          | 45:29 |               | Eden Park, Auckland Sędzia: Cam Stone |

| 14 października 201816:35 | Manawatu | 38:26 | Southland | Central Energy Trust Arena, Palmerston North Sędzia: Paul Williams |
| 14 października 201816:35 |          | 38:26 |           | Central Energy Trust Arena, Palmerston North Sędzia: Paul Williams |

## Faza pucharowa

### Premiership
|  |                      |            |            |                      |    |          |          |       |
|  | Półfinał             | Półfinał   | Półfinał   |                      |    | Finał    | Finał    | Finał |
|  | Półfinał             | Półfinał   | Półfinał   |                      |    | Finał    | Finał    | Finał |
|  | 20 października 2018 |            |            |                      |    |          |          |       |
|  |                      |            |            |                      |    |          |          |       |
|  | Auckland             | Auckland   | 38         |                      |    |          |          |       |
|  | Auckland             | Auckland   | 38         | 27 października 2018 |    |          |          |       |
|  | Wellington           | Wellington | 17         |                      |    |          |          |       |
|  | Wellington           | Wellington | 17         |                      |    | Auckland | Auckland | 40    |
|  | 19 października 2018 |            |            |                      |    | Auckland | Auckland | 40    |
|  |                      |            | Canterbury | Canterbury           | 33 |          |          |       |
|  | Tasman               | Tasman     | Canterbury | Canterbury           | 33 | 16       |          |       |
|  | Tasman               | Tasman     |            |                      |    |          |          |       |
|  | Canterbury           | Canterbury | 21         |                      |    |          |          |       |
|  | Canterbury           | Canterbury | 21         |                      |    |          |          |       |

| 20 października 201817:05 | Auckland | 38:17 | Wellington | Eden Park, Auckland |
| 20 października 201817:05 |          | 38:17 |            | Eden Park, Auckland |

| 19 października 201819:35 | Tasman | 16:21 | Canterbury | Trafalgar Park, Nelson |
| 19 października 201819:35 |        | 16:21 |            | Trafalgar Park, Nelson |

| 27 października 201816:05 | Auckland | 40:33 | Canterbury | Eden Park, Auckland Sędzia: Glen Jackson |
| 27 października 201816:05 |          | 40:33 |            | Eden Park, Auckland Sędzia: Glen Jackson |

### Championship
|  |                      |             |          |                      |    |         |         |       |
|  | Półfinał             | Półfinał    | Półfinał |                      |    | Finał   | Finał   | Finał |
|  | Półfinał             | Półfinał    | Półfinał |                      |    | Finał   | Finał   | Finał |
|  | 20 października 2018 |             |          |                      |    |         |         |       |
|  |                      |             |          |                      |    |         |         |       |
|  | Waikato              | Waikato     | 48       |                      |    |         |         |       |
|  | Waikato              | Waikato     | 48       | 26 października 2018 |    |         |         |       |
|  | Northland            | Northland   | 26       |                      |    |         |         |       |
|  | Northland            | Northland   | 26       |                      |    | Waikato | Waikato | 36    |
|  | 20 października 2018 |             |          |                      |    | Waikato | Waikato | 36    |
|  |                      |             | Otago    | Otago                | 13 |         |         |       |
|  | Otago                | Otago       | Otago    | Otago                | 13 | 20      |         |       |
|  | Otago                | Otago       |          |                      |    |         |         |       |
|  | Hawke’s Bay          | Hawke’s Bay | 19       |                      |    |         |         |       |
|  | Hawke’s Bay          | Hawke’s Bay | 19       |                      |    |         |         |       |

| 20 października 201814:35 | Waikato | 48:26 | Northland | FMG Stadium Waikato, Hamilton |
| 20 października 201814:35 |         | 48:26 |           | FMG Stadium Waikato, Hamilton |

| 20 października 201819:35 | Otago | 20:19 | Hawke’s Bay | Forsyth Barr Stadium, Dunedin |
| 20 października 201819:35 |       | 20:19 |             | Forsyth Barr Stadium, Dunedin |

| 26 października 201819:35 | Waikato | 36:13 | Otago | FMG Stadium Waikato, Hamilton Sędzia: Ben O’Keeffe |
| 26 października 201819:35 |         | 36:13 |       | FMG Stadium Waikato, Hamilton Sędzia: Ben O’Keeffe |